# Reloj antimagnético

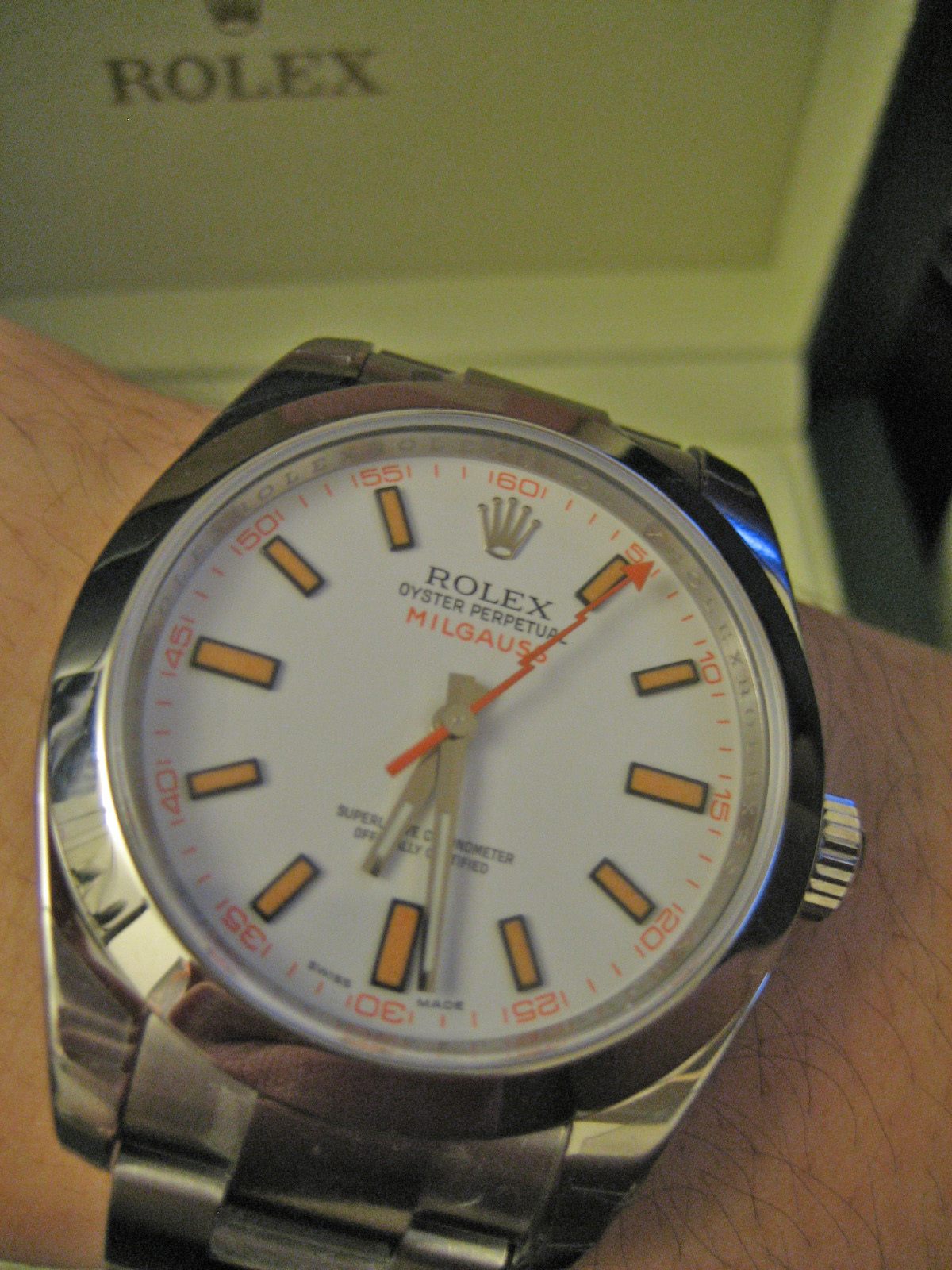
Reloj antimagnético Rolex Milgauss

Los relojes antimagnéticos son aquellos que pueden funcionar con una desviación mínima cuando se exponen a un cierto nivel de un campo magnético. La Organización Internacional de Normalización emitió un estándar para relojes resistentes a los imanes, que muchos países han adoptado.

## Norma ISO 764 para relojes con resistencia magnética
La norma internacional ISO 764 Relojería: relojes resistentes a los imanes define la resistencia de los relojes a los campos magnéticos. Según la norma ISO 764 o su equivalente DIN 8309 (Deutsches Institut für Normung - Instituto Alemán de Normalización), un reloj debe resistir la exposición a un campo magnético de 4800 A/m. El reloj debe mantener su precisión en ±30 segundos/día tras la prueba para ser reconocido como un reloj resistente al magnetismo. El anexo A de la norma ISO 764 trata de los relojes designados como resistentes al magnetismo con una indicación adicional de la intensidad de un campo magnético superior a 4800 A/m.
Hay dos formas de construir un reloj antimagnético:
- La primera forma consiste en hacer que las partes móviles sean insensibles a los campos magnéticos construyéndolas con aleaciones no magnéticas, como el Invar (aleación hierro–níquel–carbono–cromo), el Glucydur (aleación berilio–bronce), el Nivarox (aleación de hierro-níquel-cromo-titanio-berilio) y el Elinvar (una aleación similar al Invar, aunque menos resistente al magnetismo y más resistente a la influencia térmica). Estas aleaciones son las preferidas por diferentes relojeros debido a sus diferentes propiedades. En la década de 1960, casi todos los relojes suizos tenían el resorte regulador del volante fabricado con Glucydur o con Nivarox. Las áncoras, las ruedas de escape y otros mecanismos de los relojes también estaban hechos de aleaciones o metales no magnéticos.

- Otra forma de hacer que un reloj no sea magnético es alojar todo el movimiento en una caja hecha de un material altamente permeable (conductor magnético). El movimiento está recubierto por un cierre adicional de hierro dulce para evitar la formación de campos magnéticos dentro del propio reloj.[1]

## Historia
Los primeros experimentos registrados en la fabricación de relojes antimagnéticos se remontan a 1846. Los relojeros de Vacheron Constantin estuvieron entre los primeros en experimentar con las características antimagnéticas de un reloj. Sin embargo, no consiguieron montar el primer reloj antimagnético hasta varias décadas después. Ese reloj era capaz de resistir campos magnéticos porque algunas de sus piezas estaban hechas de metales no magnéticos: el paladio, utilizado en el resorte regulador, el volante regulador y el eje de la palanca.
En 1896, Charles Édouard Guillaume descubrió la aleación a base de níquel, denominada Invar. Posteriormente, en 1920, cuando recibió el Premio Nobel en Física, desarrolló otra aleación, el Elinvar, que facilitaron la construcción de relojes antimagnéticos. El Invar y Elinvar son inertes frente a los campos magnéticos, lo que permite que el reloj siga manteniendo la hora exacta.
Vacheron Constantin fabricó el primer reloj de bolsillo antimagnético en 1915.
En 1930, Tissot produjo el primer reloj de pulsera antimagnético.

## Uso
Desde su aparición, los relojes antimagnéticos fueron los preferidos por las personas que trabajan en presencia de campos magnéticos elevados. Antes de la aparición de los relojes electrónicos, estaban muy extendidos entre los ingenieros electrónicos y en otras profesiones donde hay fuertes campos magnéticos.
Hoy en día, incluso los relojes de buceo (según la norma ISO 6425), además de ser resistentes al agua, luminosos, antigolpes y tener correas sólidas, deben ser antimagnéticos.

## Contribuciones
Después de descubrir las aleaciones para ensamblar relojes antimagnéticos, muchas marcas de relojes utilizan dichos materiales en la producción para mejorar las prestaciones de sus relojes.

### IWC
En 1989, IWC fabricó por primera vez el modelo Ingenieur Reference 3508, que era capaz de soportar enormes campos magnéticos de hasta 500.000 A/m.

### Omega
El Seamaster antimagnético Omega
fue anunciado 17 de enero de 2013 (por ejemplo, se anunció que el Seamaster Aqua Terra era capaz de soportar campos magnéticos de más de 15.000 Gauss). Según el comunicado de prensa, el movimiento OMEGA no se basa en un contenedor protector dentro de la caja del reloj sino en el uso de materiales no ferrosos seleccionados en el propio movimiento. El prototipo OMEGA fue sometido a 1,5 Tesla (15.000 Gauss) y siguió funcionando correctamente. Las pruebas demostraron que el reloj era tan preciso después de su exposición magnética como lo había sido antes.

### Rolex
La serie Rolex Milgauss de cronómetros con certificación antimagnética se fabricó por primera vez en 1954 con el modelo 6541 para quienes trabajan en entornos nucleares, aeronáuticos y médicos asociados con fuertes campos magnéticos. El reloj tiene una resistencia a la densidad de flujo magnético anunciada de 1.000 Gauss dentro de campos magnéticos de 80.000 A/m. En 2007, después de haber estado fuera de producción durante casi dos décadas, se presentó un nuevo Milgauss con el número de modelo 116400.

### Sinn
Ciertos relojes de buceo producidos por Sinn como temporizadores de misión (en alemán: "Einsatzzeitmesser") para usuarios profesionales también están protegidos contra campos magnéticos de hasta 1.000 Gauss / 80.000 A/m, mediante una funda protectora que consta de una caja cerrada interior magnéticamente conductora que incluye la esfera, el anillo de sujeción del movimiento y el fondo de la caja.

### Requisitos METAS N001
El Instituto Federal de Metrología suizo (METAS) estableció la norma METAS N001 para movimientos y relojes mecánicos resistentes a campos magnéticos de 1,5 Tesla (15.000 Gauss). La certificación METAS N001 exige una serie de pruebas y, entre otros requisitos relevantes, los relojes están sujetos a fuertes exposiciones a campos magnéticos sin que el movimiento se detenga o se registre una desviación diaria de 0 a ≤5 segundos.